# Monumento a Francisco Franco (Oviedo)

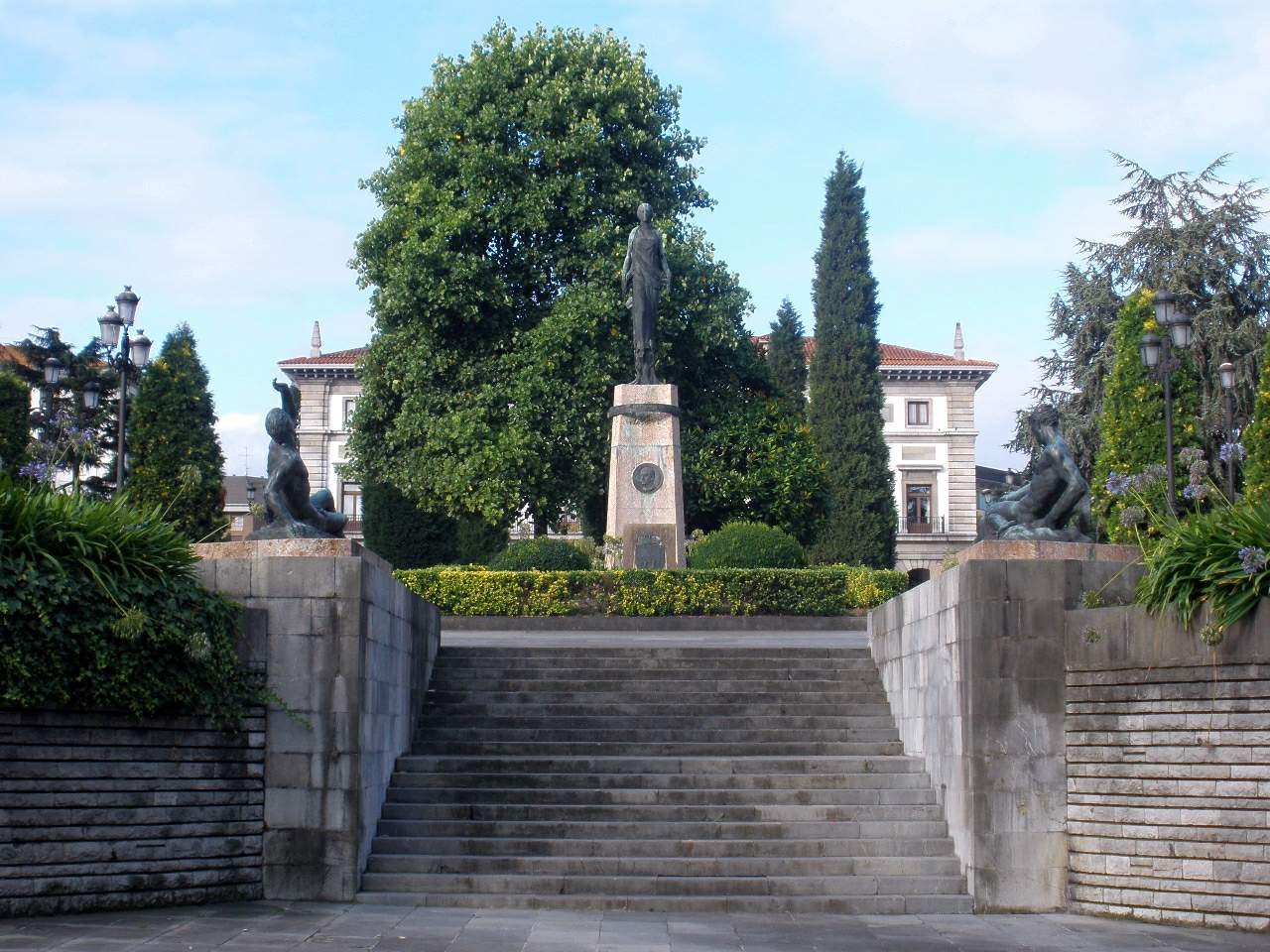
Vista de conjunto

El monumento a Francisco Franco, ubicado en la plaza de España, en la ciudad de Oviedo, Principado de Asturias, España, fue una de las más de un centenar de esculturas urbanas que adornaron las calles de la mencionada ciudad española.
El paisaje urbano de esta ciudad se ve adornado por obras escultóricas, generalmente monumentos conmemorativos dedicados a personajes de especial relevancia en un primer momento, y más puramente artísticas desde finales del siglo XX.
La composición, hecha en bronce, es obra de Juan de Ávalos, y fue inaugurada en 1977. El monumento fue construido por iniciativa del ayuntamiento preconstitucional de la ciudad, que tomó la decisión tras la muerte del dictador.
El conjunto está formado por tres puntos focales. En los laterales se presentan sendas esculturas que representan a Neptuno y Apolo, dioses del mar y del sol respectivamente. Neptuno se sitúa a la derecha de las escalinatas, se le ve recorriendo el mar en un delfín. Por su parte Apolo, recorre el cielo mirando hacia el sol. En el centro de la composición, sobre un elevado pedestal, la diosa Hera, esposa de Zeus, reina de los dioses. En el pedestal sobre el que descansa la figura de la diosa, un disco en bronce con la efigie de Francisco Franco.
Desde la entrada en vigor de la Ley 52/2007 de Memoria Histórica se produjeron diversas solicitudes por parte de asociaciones y partidos políticos para la retirada del medallón con la efigie del dictador y el aro metálico con la dedicatoria "Oviedo a Francisco Franco" que se encontraba fijado también sobre el pedestal de Hera.
Finalmente el gobierno municipal procedió a dicha retirada el 8 de junio de 2015, tras un procedimiento contencioso-administrativo promovido por dos militantes de PSOE e IU y un dictamen favorable del Consejo del Patrimonio Cultural de Asturias.

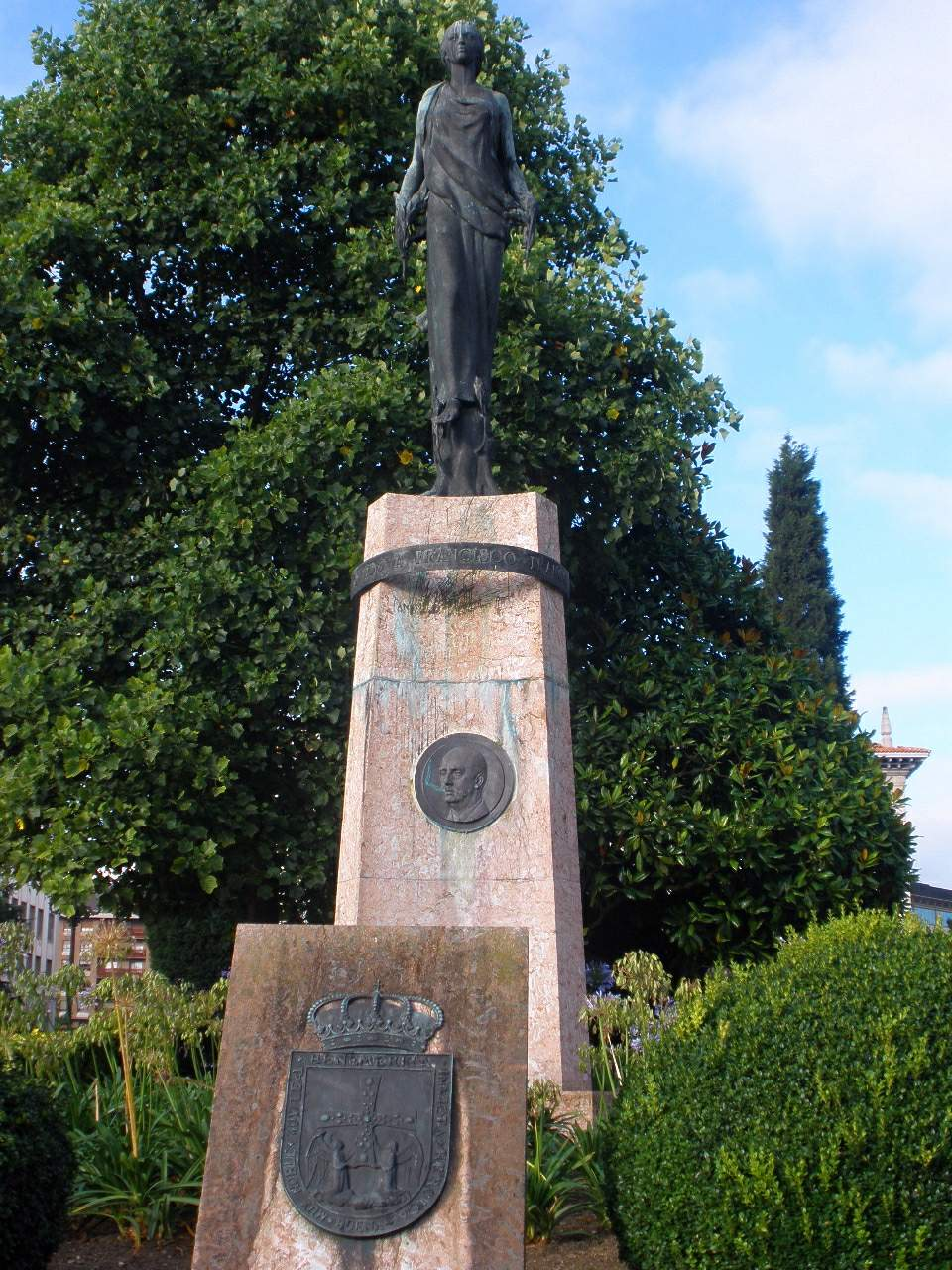
Vista del conjunto escultórico
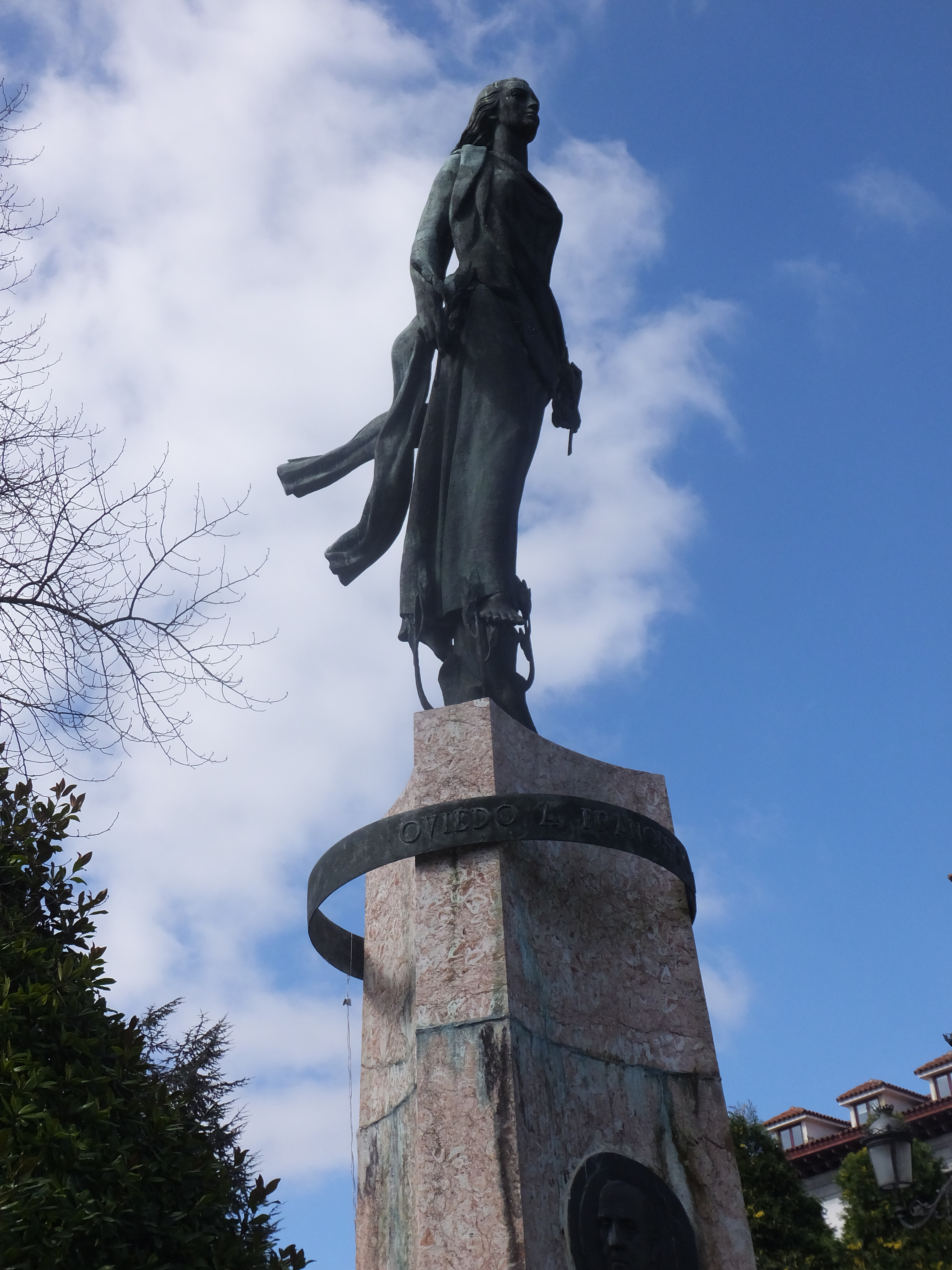
Diosa Hera
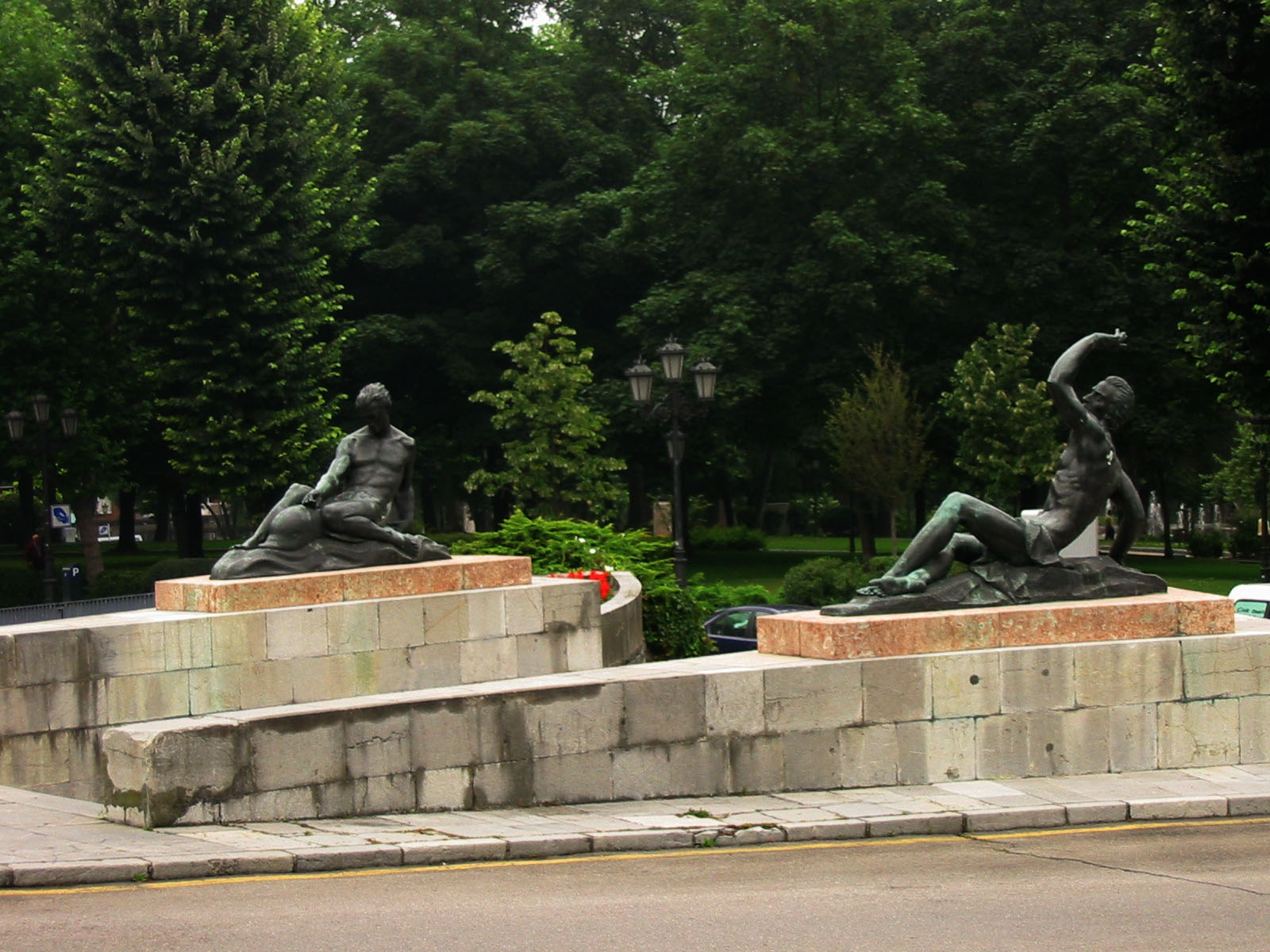
Neptuno sobre un delfín y Apolo mirando al sol
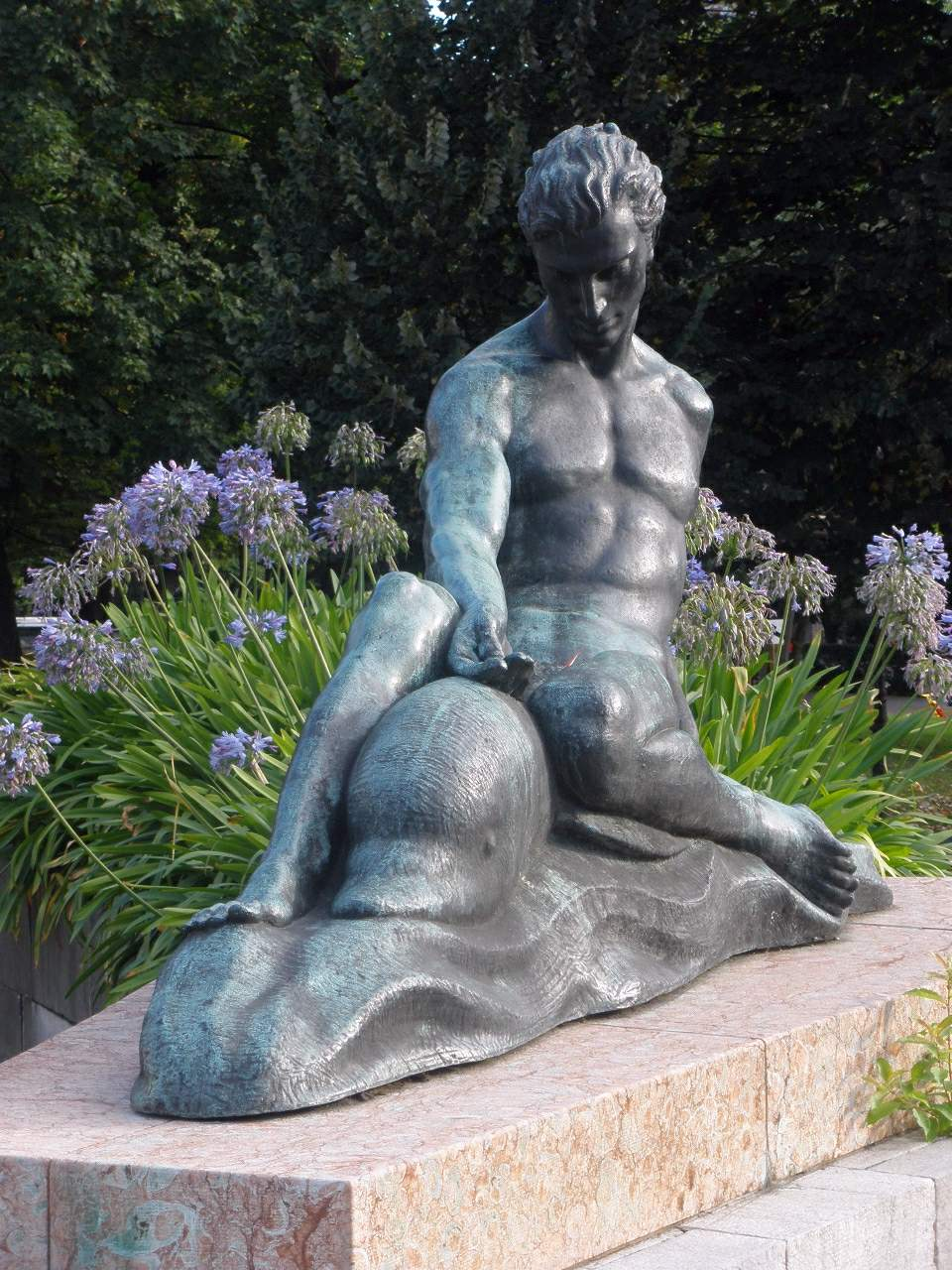
Neptuno sobre delfín
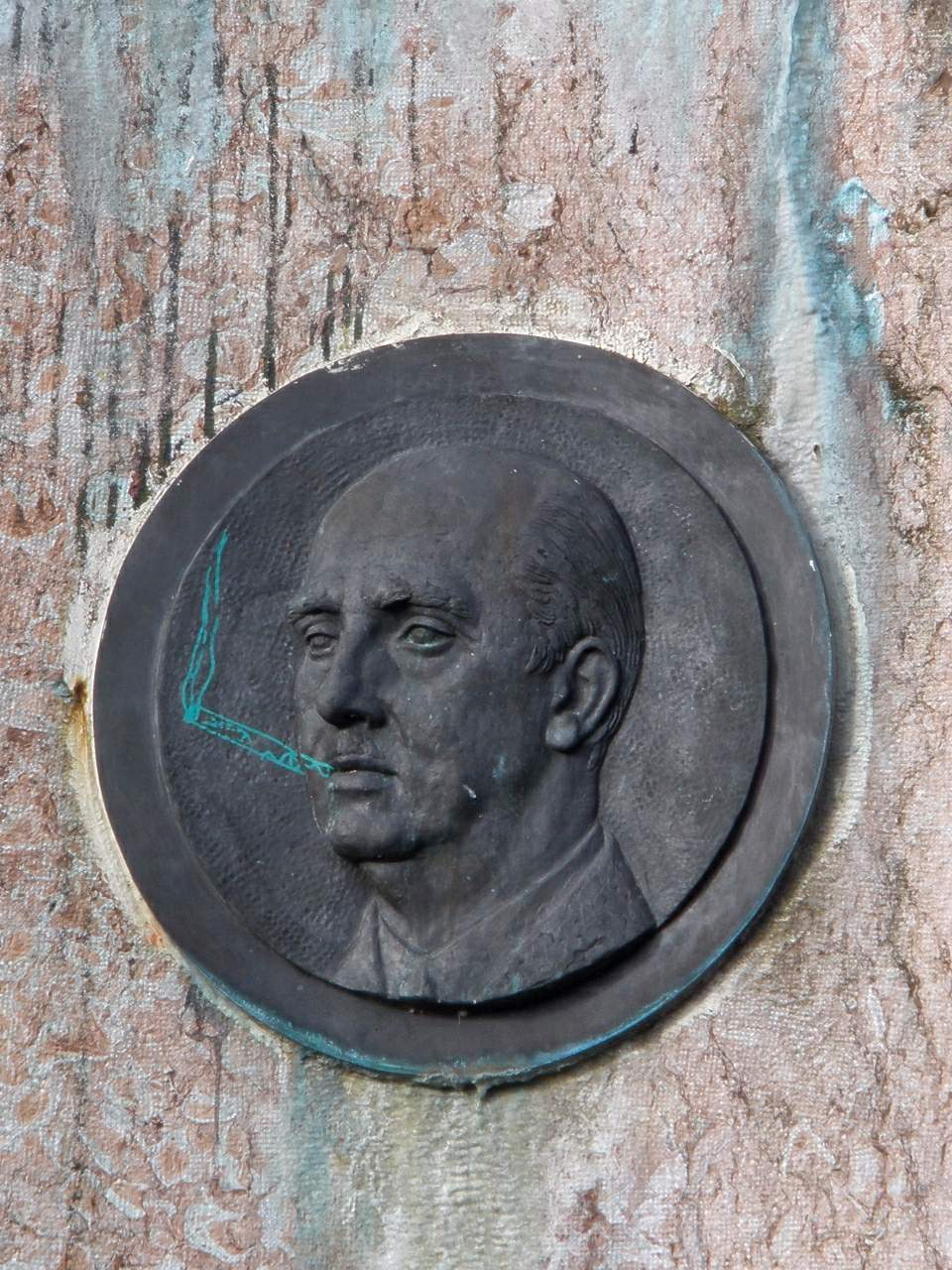
Medallón de Francisco Franco (retirado)